# Johann Ritter (Hauptpastor)
Johann Ritter (* 13. Juni 1684 in Lübeck; † 4. Januar 1737 ebenda) war ein deutscher evangelisch-lutherischer Geistlicher und Hauptpastor der Lübecker Petrikirche.

## Leben
Johann Ritter war ein Sohn des Lübecker Hauptpastors und Seniors Georg Ritter. Andreas Ritter war sein älterer Bruder; Johann Ritter und Gerhard Ritter waren Onkel von ihm. Er besuchte das Katharineum zu Lübeck und studierte an den Universitäten  Jena, Leipzig, Rostock, Kopenhagen, Kiel und Greifswald.
Anschließend unternahm er eine Grand Tour gemeinsam mit Jacob Hieronymus Lochner, in die Niederlande und nach England. An der Universität Leiden traf er Thomas Cren (Thomas Theodor Crusius, 1648–1728), der ihm und Gotthard Arnold Isselhorst den 17. Teilband seiner Animadversiones Philologicae Et Historicae widmete.
Nach seiner Rückkehr nach Lübeck unterzog er sich am 12. Februar 1711 dem Theologischen Examen unter dem Vorsitz des Superintendenten Georg Heinrich Götze, bei dem er Götzes durch die Große Pest (Preußen) sehr aktuelle Schrift num theologo tempore pestis fugere liceat Vel Ob ein Prediger zur Pest-Zeit fliehen dürffe? als Respondent verteidigte. Zugleich wurde er zum Prediger der Lübecker Aegidienkirche berufen. Am 23. November 1713 wurde er Archidiaconus an St. Petri und ab dem 23. Juli 1716 ihr (Haupt)Pastor.
Am 14. Oktober 1725 weihte er die aus dem Nachlass des Kaufmanns Bernhard Stolterfoht gestiftete neue Kanzel der Petrikirche ein. Die Festpredigt wurde auch gedruckt. Die Barock-Kanzel wurde 1879 abgebrochen und durch die Kanzel der Katharinenkirche ersetzt, die dann 1942 verbrannte, ebenso wie die Reste der Kanzel von 1725, die auf dem Turmboden eingelagert worden waren.
An Johann Ritter erinnerte ein Epitaph in Rokokoformen an der Nordwand der Petrikirche. Unter dem von Putten gehaltenen Porträt Ritters befand sich eine Inschrift mit den Lebensdaten und vier deutschen Versen. Es verbrannte beim Luftangriff auf Lübeck in der Nacht zum Palmsonntag 1942.

## Schriften
- Georg. Henr. Goetzii … Disquisitio Theologica, Num Theologo, Tempore Pestis, Fugere Liceat? Lübeck 1711, 2. Auflage 1714 (urn:nbn:de:bvb:12-bsb10637910-5)
- Eine Evangelisch-Lutherische Stuhl-Feyer zu St. Petri wurde bey erster Betretung und Einsegnung Eines Neu-erbauten Predig-Stuhls in der St. Petri-Kirchen zu Lübeck … 1725 … vorgestellet, und auff Begehren zum Druck befördert. Lübeck [1725] (11593482 im VD 18.)